# 淮河镇 (随县)
淮河镇，是中华人民共和国湖北省随州市随县下辖的一个乡镇级行政单位。

## 行政区划
淮河镇下辖以下地区：
淮河社区、西二道河村、龙泉村、龙凤店村、王家湾村、西湾村、高庄村、桐桥畈村、白鹤湾村、红石桥村、金家祠堂村、亮子河村、后家油坊村和何家湾村。